# Sedie (Van Gogh)
La sedia di Vincent e La sedia di Gauguin sono due dipinti del pittore olandese Vincent van Gogh, realizzati nel dicembre 1888 e conservati rispettivamente alla National Gallery di Londra e al Van Gogh Museum di Amsterdam.

## Descrizione

### Perché delle sedie?
Per una fruizione agevole di questi due dipinti è indispensabile appellarsi alle vicende esistenziali che hanno tormentato Vincent van Gogh, che in questa sede ci limiteremo a riassumere. Dopo aver maturato solo tardivamente la sua vocazione pittorica, Vincent van Gogh si stabilì a Parigi nel 1886 per poi trasferirsi ad Arles, nel Meridione francese, nel 1888, alla ricerca di colori più vividi che potessero esprimere immediatamente i suoi stati d'animo interiori. Qui, dopo i ripetuti inviti suoi e del fratello Théo, fu seguito dall'amico Gauguin, con il quale sognava di fondare un atelier di pittori avanguardisti in grado con l'affratellamento di lottare per un'arte, e per un futuro, migliore. Se le prime settimane di convivenza furono tutto sommato cordiali e indolori, ben presto i rapporti tra van Gogh e Gauguin si incrinarono, per poi raffreddarsi definitivamente. «È raro che Vincent ed io siamo d'accordo su qualcosa, soprattutto quando si tratta di pittura» scrisse Gauguin a Bernard, insofferente di trovarsi in una città «piccola e meschina» come Arles, mentre a Théo van Gogh rivelò: «Vincent ed io non possiamo assolutamente vivere insieme in pace per incompatibilità di carattere». Il 23 dicembre 1888 gli attriti presenti tra i due toccarono il loro massimo apice di virulenza: dopo una lite, infatti, van Gogh si amputò il lobo dell'orecchio sinistro in un impeto di rabbia, inaugurando un'irrimediabile discesa verso la follia per via dalla quale verrà condotto dapprima al manicomio e, poi, alla morte. Gauguin, spaventato, fuggì da Arles e lasciò l'amico solo, abbandonato, disperato.
«Intanto posso già dirti» comunicava, esitante, Vincent al fratello nel dicembre 1888 al fratello Théo «che i due ultimi studi sono molto strani. Quadri da 30, una sedia di legno e di paglia giallo piceno su un pavimento di mattoni rossi contro la parete (giorno). Poi la sedia di Gauguin, rosso e verde, umore notturno, pareti e pavimento anch'essi rosso e verde, sul sedile due romanzi e una candela. Su tela e in strato spesso». «Alcuni giorni prima della nostra separazione, ho cercato di dipingere il suo posto vuoto. È uno studio della sua poltrona di legno bruno-rossiccio, con il sedile in paglia verdastra, e - al posto dell’assente - una candela accesa e alcuni romanzi moderni» scrisse poi Vincent ad Albert-Émile Aurier poco dopo aver realizzato le due Sedie. Il progetto di van Gogh, ora, è ben chiaro. Per esorcizzare il senso di vuoto e di smarrimento causato dall'improvvisa partenza di Gauguin, van Gogh ritrasse le sedie sulle quali egli e l'amico si sedevano e conversavano, sull'arte e sul mondo. Le sedie, in questo modo, avrebbero potuto agire come punti di contatto di due amici ormai disgiunti.
Rappresentare non Gauguin, dunque, bensì «il suo posto vuoto»: era questa l'insolita formula ritrattistica del pittore. Si trattava di una scelta figurativa non originale dell'artista, che si è ispirato a un numero della rivista inglese Graphic dove era raffigurata la sedia vuota dell'ormai defunto Charles Dickens. Di seguito si riporta uno stralcio della lettera 293, indirizzata come di consueto a Théo: «Edwin Drood è stata l'ultima opera di Dickens e Luke Fields, divenuto famoso grazie a queste piccole illustrazioni di Dickens, è entrato nella sua camera il giorno della sua morte, ha visto la sua sedia vuota ed è per questo che uno dei vecchi numeri del Graphic contiene l'impressionante disegno: The Empty Chair. Sedie vuote - ce ne sono sempre di nuove, altre se ne aggiungeranno e prima o poi non resteranno che ... empty chairs». È solo con van Gogh, tuttavia, che questa particolare escogitazione pittorica viene portata al suo massimo grado di raffinatezza. Le due sedie, viste proprio come un dittico, occupano interamente la tela e presentano oggetti sopra al sedile che vanno a rappresentare i gusti e le abitudini dei due artisti. Sono disposte schiena contro schiena: le due sedie non hanno niente da dirsi e, anzi, si respingono, a dimostrazione delle forti idee contrastanti dei due artisti.

### La sedia di Vincent
Per il proprio «mobile-monumento, mobile-implorazione» (Metzger) van Gogh ha impiegato una tavolozza virata su tonalità chiare, diurne, liberamente accoppiate in ragione del principio della complementarità dei colori: è in questo modo che il rosso delle mattonelle viene controbilanciato dalla delicata tonalità turchese costitutiva delle pareti circostanti. La forza espressiva dei colori viene esaltata con l'adozione di una spessa linea di contorno che, circondando le varie aree di colore puro, rende l'opera più avvincente, tradendo tuttavia anche una certa inquietudine. Le imposizioni prospettiche vengono ampiamente disattese, con le gambe della sedia che non risultano parallele tra di loro: si tratta di una scelta deliberatamente compiuta da Vincent che, in questo modo, vuole urlare che è perfettamente intenzionato a forzare e mutare l'aspetto della realtà, se questo gesto può aiutarlo ad esprimere i propri dissidi interiori.
La sedia di Vincent, rispetto a quella di Gauguin, è decisamente meno elegante, di semplice legno grezzo con seduta in paglia. La cromia delicata è decisamente più solare e vivace, come è già stato osservato. Sulla sua sedia, poi, van Gogh sceglie di poggiare due oggetti assai eloquenti che compensano l'apparente austerità della composizione: sono, rispettivamente, la pipa e il tabacco, attributi di semplicità raccontano agevolmente le abitudini quotidiane di van Gogh, che era notoriamente un fumatore incallito (tuttora le pipe di van Gogh sono conservate in un museo di Amsterdam). Il pittore, curiosamente, era solito fumare solo quando si sentiva felice: è in questo modo che un arnese apparentemente banale, come una pipa, diventa un interprete eccellente della soggettività dell'artista. In fondo alla stanza, sul pavimento (sapientemente definito da una maglia ondulata e irregolare di pennellate rosse, marrone e verdi), troviamo una cesta di legno contenente alcuni girasoli, fiori ai quali il nome di van Gogh è indissolubilmente legato. Lo stesso pittore non fatica a riconoscersi nei girasoli, tanto che sulla cassetta appone la sua firma, consistente come di consueto nel solo nome di battesimo, «Vincent». In questo modo van Gogh intendeva prendere le distanze dalla madre e dal padre, con i quali ebbe un rapporto tormentato e irrisolto. A Théo van Gogh avrebbe scritto le seguenti parole:
(Vincent van Gogh, lettera 345a)

### La sedia di Gauguin
Confrontando La sedia di Gauguin con La sedia di Vincent è possibile riconoscere immediatamente una serie consistente di differenze. La seduta scelta per Gauguin è più raffinata ed elaborata, decisamente da salotto. Mentre per la propria sedia il pittore usò colori caldi e vivaci, prevalgono qui tonalità più scure, nonostante le pareti siano di un delicato color verde ed il tappeto adotti le tonalità del rosso e del giallo. Sulla seduta, poi, vi sono una candela accesa e due libri, simboli di cultura ed ambizione. Sempre in omaggio alla pittura di Gauguin Van Gogh qui sembra in parte abbandonare la sua tipica pennellata pastosa, per adottarne una più piatta e misurata, tipica della «pittura a memoria» promossa dall'amico. Significativa, infine, la scelta di posare la sedia di Guaguin su un elegante tappeto, tipico di «un boudoir per signora veramente artistico» e ben diverso dalle nude mattonelle visibili ne La sedia di Vincent.